# OCM
OCM is een historisch merk van bromfietsen.
Italiaans merk dat begin jaren zestig bromfietsen en kleine transportvoertuigen met Franco Morini motor maakte.